# Língua rinconada bikol
Rinconada Bikol ou simplesmente Rinconada, falada na província de Camarines Sur, Filipinas, é uma das várias línguas que compõem o grupo Bikol Sul ou Interior da macrolíngua Bikol. Ele pertence à família de línguas austronésias, que também inclui a maioria das línguas filipinas, as línguas formais de aborígines taiwaneses, malaio (Indonésio e Bahasa Malaysia, as línguas polinésias e Malgaxe.
Rinconada é cercada e compartilha características comuns com outras línguas Bikol. Faz fronteira com o Coastal Bikol ao norte, Buhinon ao leste e a língua Miraya Ocidental imediatamente ao sul. Os parentes mais próximos deste idioma fora da região de Bicol são Aklan, Waray-Waray e, em menor grau, Tagalo, especialmente o variantes usadas em Batangas e Marinduque.
Rinconada Bikol é a língua adotada pela população indígena de Agta / Aeta (os Negritos) nas áreas montanhosas ao redor do Monte Iriga (o antigo nome é Monte Asog). Os povos austronésios que migraram da planície de Nabua para o sopé do Monte Asog, introduziram a língua aos Bolds quando eles começaram a conduzir o comércio, substituindo assim a língua nativa deste último. A língua original dos negros é o Inagta, também conhecido pelos linguistas como Monte Iriga Agta uma língua extinta ou quase extinta. A língua Monte Iriga Agta é dita ter 86% de inteligibilidade com Rinconada Bikol, mas com semelhança lexical de 76%. A maioria dos Negritos ou comumente chamados de Agta ou Aeta (Ŋod para camaradagem) hoje são fluentes em Rinconada Bikol, embora com uma variação diferente.

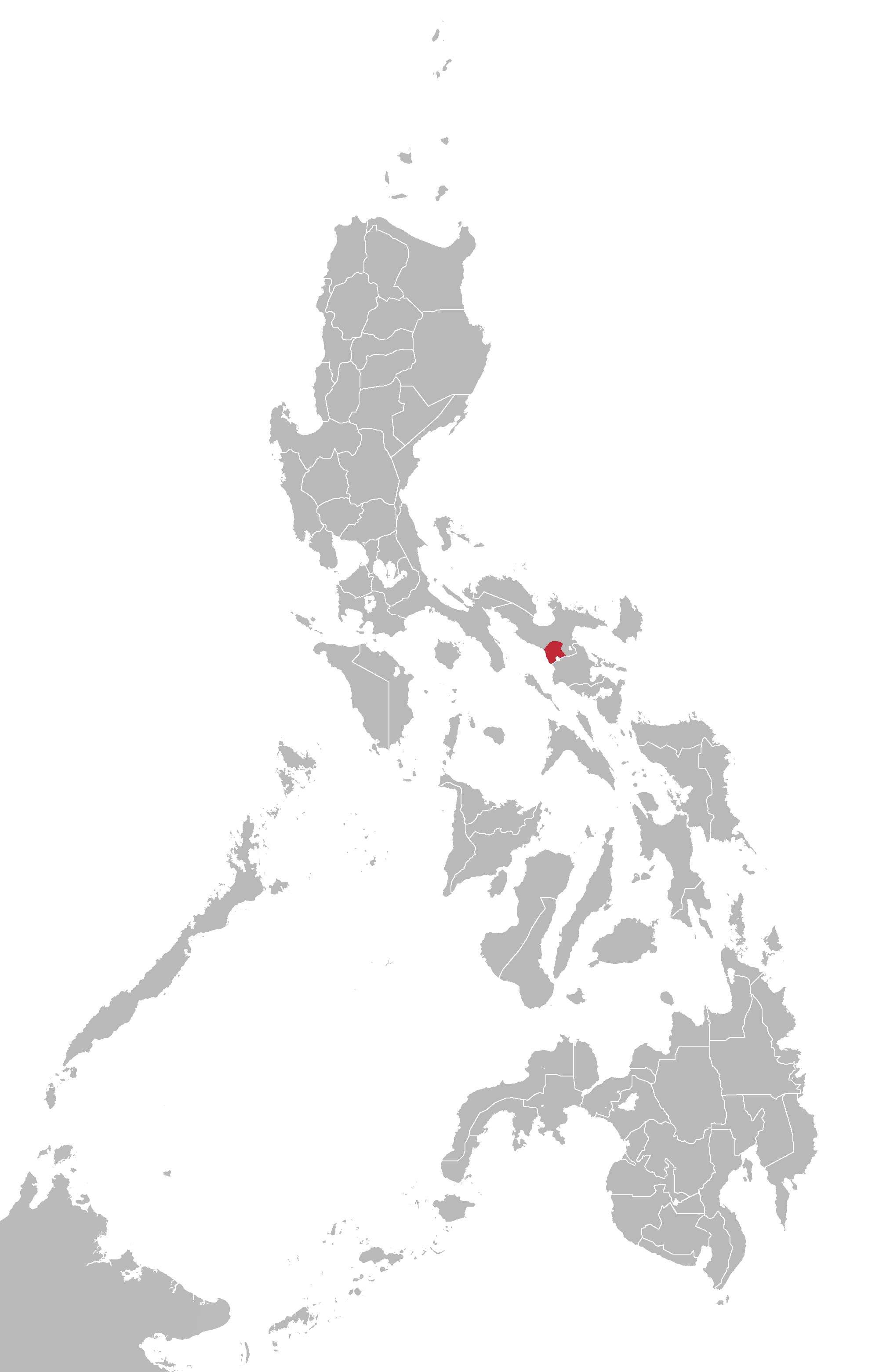
Extensão geográfica de Rinconada com base em Ethnologue

## Amostras de texto
Dialeto Terras Altas (Iriga variante)
Namāmaɣəw iyā sadtō gilid ku sālog ku nabaretāan niyā na inarādo naŋgad ku igin niyā su ragâ, dāwâ ədâ pa tubig adtoŋ omā nirā.
Dialeto Terras Altas (Agta variante)
Namāmaɣəw iyā sadtō iris ku sālog ku nabaretāan niyā na inarādo naŋgad ku igin niyā su ragâ, dāwâ ədâ pa katbag adtoŋ omā nirā.
Dialeto Terras Altas (Nabua-Balatan variante)
Namāmaɣow 'yā sadtō gilid ku sālog ku nabaretāan niyā na inarādo naŋgad ku igin niyā su ragâ, dāwâ udâ pa tubig adtoŋ omā nirā.
Dialeto Lakeside (Bato variante)
Namāmaɣow iyā sadtō gilid ku sālog ku nabaretāan niyā na inarādo naŋgad ku akos niyā su ragâ, dāwâ udâ pa tubig adtoŋ omā nirā.
Dialeto Lakeside (Baao variante)
Namāmaɣow siyā sadtō gilid ku sālog ku nabaretāan niyā na inarādo jāday ku igin niyā su ragâ, dāwâ udâ pa kin tubig adtoŋ omā nindā.
Dialeto Lakeside (Bula-Pili variante)
Namāmaɣow siyā sadtō gilid ku sālog ku nabaretāan niyā na inarādo dayday ku igin niyā su ragâ, dāwâ udâ pa tubig adtoŋ omā nindā.
Português
He was eating breakfast by the river when he heard news his child ploughed the land again, even as their rice field had not water yet.